# Cochirleanca
Cochirleanca è un comune della Romania di 5 789 abitanti, ubicato nel distretto di Buzău, nella regione storica della Muntenia.
Il comune è formato dall'unione di 5 villaggi: Boboc, Cochirleanca, Gara Bobocu, Roșioru, Tîrlele.